# Acetilare
Acetilarea (conform nomenclaturii IUPAC etanoilare) este o reacție organică din clasa reacțiilor de acilare prin care se introduce o grupă funcțională acetil într-un compus chimic. În urma substituției atomului de hidrogen dintr-o grupă hidroxil cu o grupă acetil (CH3-CO-), se obține un ester specific denumit acetat. De obicei, se folosește ca și agent de acetilare anhidrida acetică. Acetilările au aplicații în sinteza substanțelor medicamentoase, cum ar fi sinteza aspirinei, heroinei, etc.

Acetilarea este un caz particular de acilare.

Avem ca exemplu sinteza acidului acetilsalicilic (aspirină) din acid salicilic, prin tratare cu anhidridă acetică.